# Ступино (Челябинская область)
Ступино — деревня в Чебаркульском районе Челябинской области России. Входит в состав Сарафановского сельского поселения.

## География
Деревня находится в центральной части Челябинской области, в лесостепной зоне, преимущественно на левом берегу реки Камбулат, на расстоянии примерно 12 километров (по прямой) к югу от города Чебаркуль, административного центра района. Абсолютная высота — 348 метров над уровнем моря.
Часовой пояс
Деревня Ступино, как и вся Челябинская область, находится в часовой зоне МСК+2. Смещение применяемого времени относительно UTC составляет +5:00.

## Население
| 2002 | 2010 |
| ---- | ---- |
| 157  | ↘144 |

Гендерный состав
По данным Всероссийской переписи населения 2010 года в гендерной структуре населения мужчины составляли 51,4 %, женщины — соответственно 48,6 %.
Национальный состав
Согласно результатам переписи 2002 года, в национальной структуре населения русские составляли 88 %.

## Улицы
Уличная сеть деревни состоит из семи улиц и одного переулка.